# Matthäus Merian
Pour son fils, voir Matthäus Merian, le Jeune.
Pour les articles homonymes, voir Merian.
Matthäus Merian (Matthäus Merian der Ältere), dit l'ancien, né le 22 septembre 1593 à Bâle, et mort le 19 juin 1650 à Bad Schwalbach, est un graveur sur cuivre et éditeur germano-suisse.

## Biographie
Matthäus Merian est né le 22 septembre 1593 à Bâle, fils de Walther Merian. Après ses études au lycée, il apprend le dessin, la gravure sur cuivre et la gravure à l'eau-forte à Zurich auprès du graveur sur cuivre Friedrich Meyer. De 1610 à 1615, il étudie et travaille à Strasbourg (chez Friedrich Brentel), à Nancy et à Paris (chez Jacques Callot). En 1615, il réalise à Bâle son grand plan de la ville de Bâle.
Après des séjours à Augsbourg et Stuttgart (Allemagne) ainsi qu'aux Pays-Bas, Merian s'installe à Francfort-sur-le-Main et à Oppenheim (Allemagne), où il travaille pour l'éditeur et le graveur sur cuivre Jean Théodore de Bry. De Bry possède un atelier de gravure à Oppenheim et une maison d'édition à Francfort qui prépare alors de grands ouvrages de voyages en Extrême-Orient. En 1617, il épouse la fille de son employeur, Maria Magdalena de Bry, s'installe en 1616 à Bâle, où il acquiert le droit de corporation qui lui permet de devenir indépendant. Après la mort de son beau-père en 1623, il reprend la direction de sa maison d'édition à Francfort. Il acquiert le droit de citoyen de Francfort en 1626 et peut dès lors travailler comme éditeur indépendant. En 1627, il accepte comme apprenti Wenceslas Hollar, qui va également devenir un célèbre graveur.
Après le décès de son épouse en 1645, Merian épouse Johanna Sibylla Heim en 1646. Sa première épouse lui donne deux filles et trois fils dont Matthaeus Merian et Caspar Merian qui travaillent tous les deux dans son atelier. Son second mariage lui apporte une fille, Anna Maria Sibylla Merian, qui devient peintre de fleurs et d'insectes. Matthäus Merian meurt des suites d'une longue maladie le 19 juin 1650 à Bad Schwalbach près de Wiesbaden. Il repose au Peterskirchhof près de Francfort.
Son grand intérêt pour les questions de religion et l'énergie qu'il puise dans son rapport personnel à Dieu sont moins connus que son activité d'éditeur. L'expérience personnelle et émotionnelle à travers l'esprit de Dieu l'intéresse plus que l'Église, la Bible et les sacrements. En 1637, il écrit : « Le simple mortel ne peut comprendre l'esprit de Dieu, il le considère comme une folie et une grande hérésie, et est-il le plus grand savant, est-il enseigné dans toutes les écoles du monde, connaît-il par cœur tous les livres y compris la Bible que cela ne suffit et ne servit pas à son bonheur, le Saint-Esprit lui-même ne pouvant atteindre le plus profond de l'âme. » C'est dans cet esprit que Merian conçoit son blason et son sceau d'éditeur, dans lequel il inscrit la devise « Pietas contenta lucratur » avec, comme animal héraldique, une cigogne.

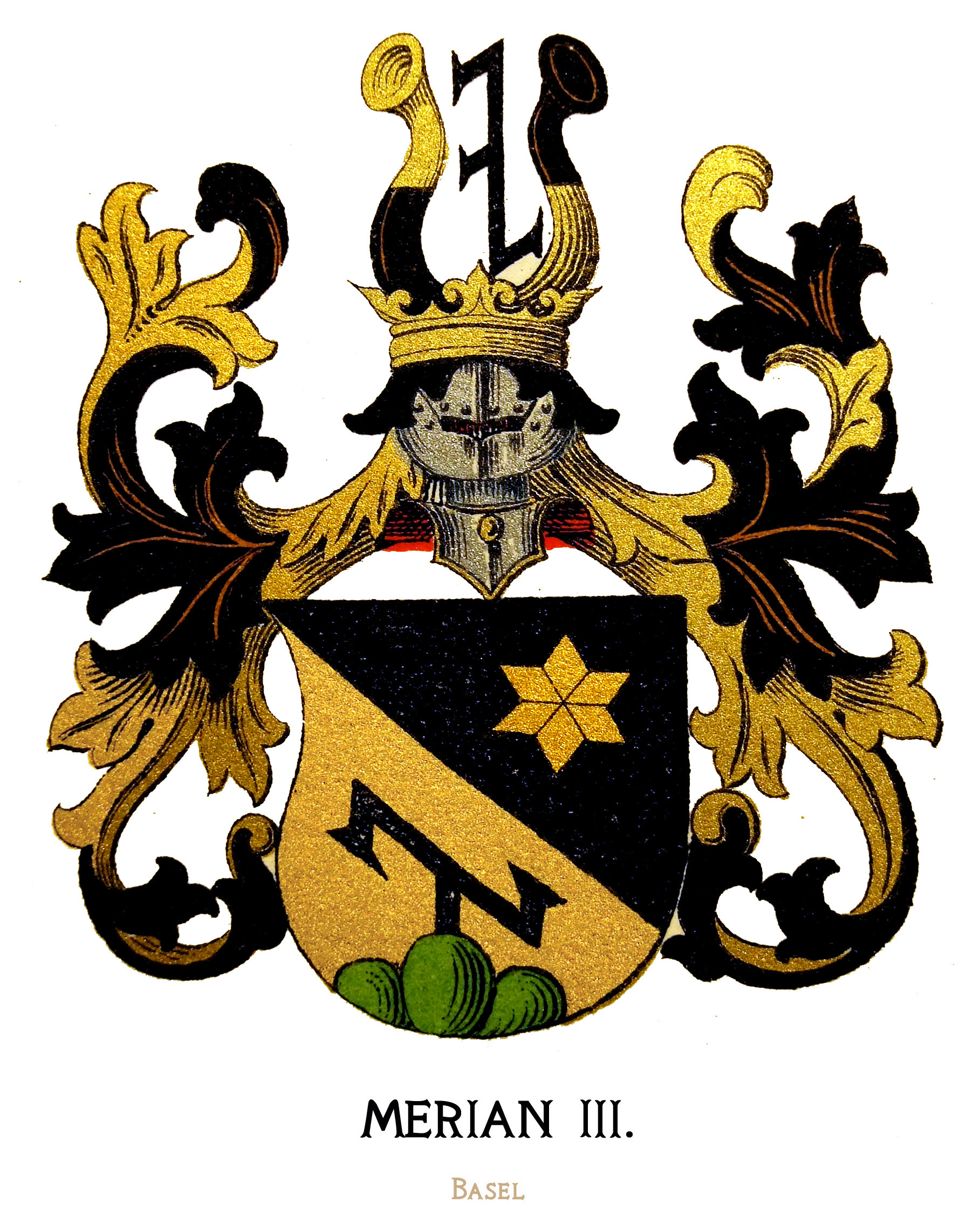
Armoiries Merian.

L'œuvre de Merian est une source d'inspiration directe pour le Suecia antiqua et hodierna d'Erik Dahlbergh et pour divers travaux de Rembrandt.

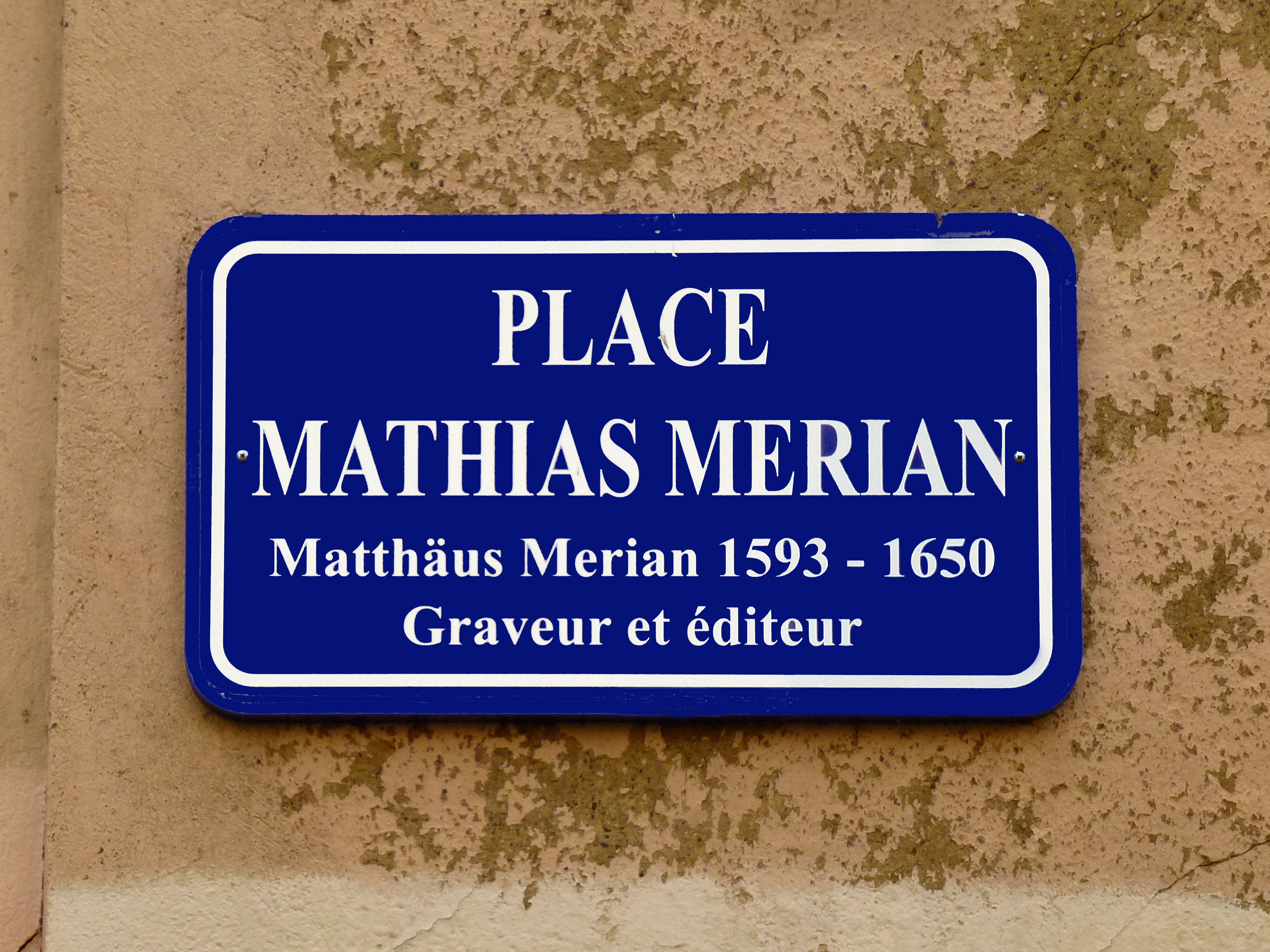
Plaque de la place Mathias-Mérian, à Strasbourg.

Le magazine allemand de voyages Merian lui doit son nom. À Strasbourg, la place Mathias-Mérian lui rend hommage.

## Œuvre
Parmi son œuvre artistique, il est important de mentionner en particulier les travaux suivants :
- Merian reprend et complète également les dernières parties et éditions des Grands et Petits Voyages ou Collectiones peregrinationum in Indiam orientalem et Indiam occîdenlalem, entamés en 1590 par de Théodore de Bry, père de Jean Théodore de Bry.
- Avec son maître Friedrich Brentel : 58 planches gravées en 1611, sur des dessins de Claude la Ruelle et Jean de la Hière portant témoignage de la magnificence des funérailles du duc Charles III de Lorraine, qui ont lieu à Nancy de mai à juillet 1608. Voir l'exemplaire de la Pompe funèbre conservé à l'INHA.
- Avec son beau-père Jean Théodore de Bry, divers ouvrages ésotériques, alchimiques, rosicruciens : les 200 gravures de Utriusque cosmi historia de Robert Fludd (1616-1627), les 50 planches de Atala fugiens de Michael Maier (1618).
- Les plus de 250 petits formats de paysages de la région de Bâle (1620-1625).
- Les illustrations pour la Bible allemande traduite par Martin Luther (de 1545) ; les gravures sur cuivre réalisées personnellement par Merian sont insérées de manière continue dans le texte biblique ; c'est pourquoi on appelle cette Bible également Bible de Merian (1625-1630), imprimée chez Lazare Zetzner à Strasbourg.
- Une Bible illustrée de 159 pages, Ancien et Nouveau Testaments, avec 78 gravures sur cuivre et des textes courts (versets), en latin, allemand et partiellement en français, (Francfort 1627).
- Le grand plan à vue d’oiseau de Francfort sur le Main en 4 plaques (1628, plusieurs tirages retravaillés jusqu’en 1771).
- La Historische Chronik (Chronique historique) avec les textes de Johann Ludwig Gottfried (1629-1632).
- L'œuvre en plusieurs volumes Theatrum Europaeum (1629-1650, poursuivie par ses héritiers) sur la topographie européenne et les événements politiques et militaires pendant la guerre de Trente Ans.
- La description de tous les royaumes de la terre sous le titre de Archontologica cosmica avec les textes de J. L. Gotfried (1638).
- La Topographia Germaniae, son œuvre maîtresse (à partir de 1642), dont les textes sont écrits par Martin Zeiler (1589-1661), géographe allemand. La Topographia Germaniae paraît initialement, de 1642 à 1654, en 16 volumes. Après sa mort, son fils Matthaeus Merian reprend son œuvre et ajoute d'autres volumes jusqu'en 1688 avec la description d'autres lieux en Europe, en particulier en France, en Italie et en Crête. L'œuvre complète compte finalement 92 cartes et 1 486 gravures sur cuivre avec 2 142 vues de villes, bourgs, localités, châteaux, et cloîtres répartis sur 30 volumes. Elle comprend également de nombreux plans de ville et cartes ainsi qu'une mappemonde. La Topographia constitue ainsi la plus grande œuvre de publication de son temps. Les vues reproduites de façon très juste par Merian sont exemplaires au niveau de la perspective et elles constituent souvent les documents fiables les plus anciens sous forme de gravure sur cuivre et eaux-fortes des lieux en question.
- La Totentanz von Basel (Danse de la mort de Bâle) (1644).
- Vue de la scierie de la famille Merian dans le Petit Bâle, plume, encre brune, lavis brun et d'indigo, 0,203 x 0,187 m, Paris, Beaux-Arts de Paris, Inv. n°Mas. 384[3],[4].

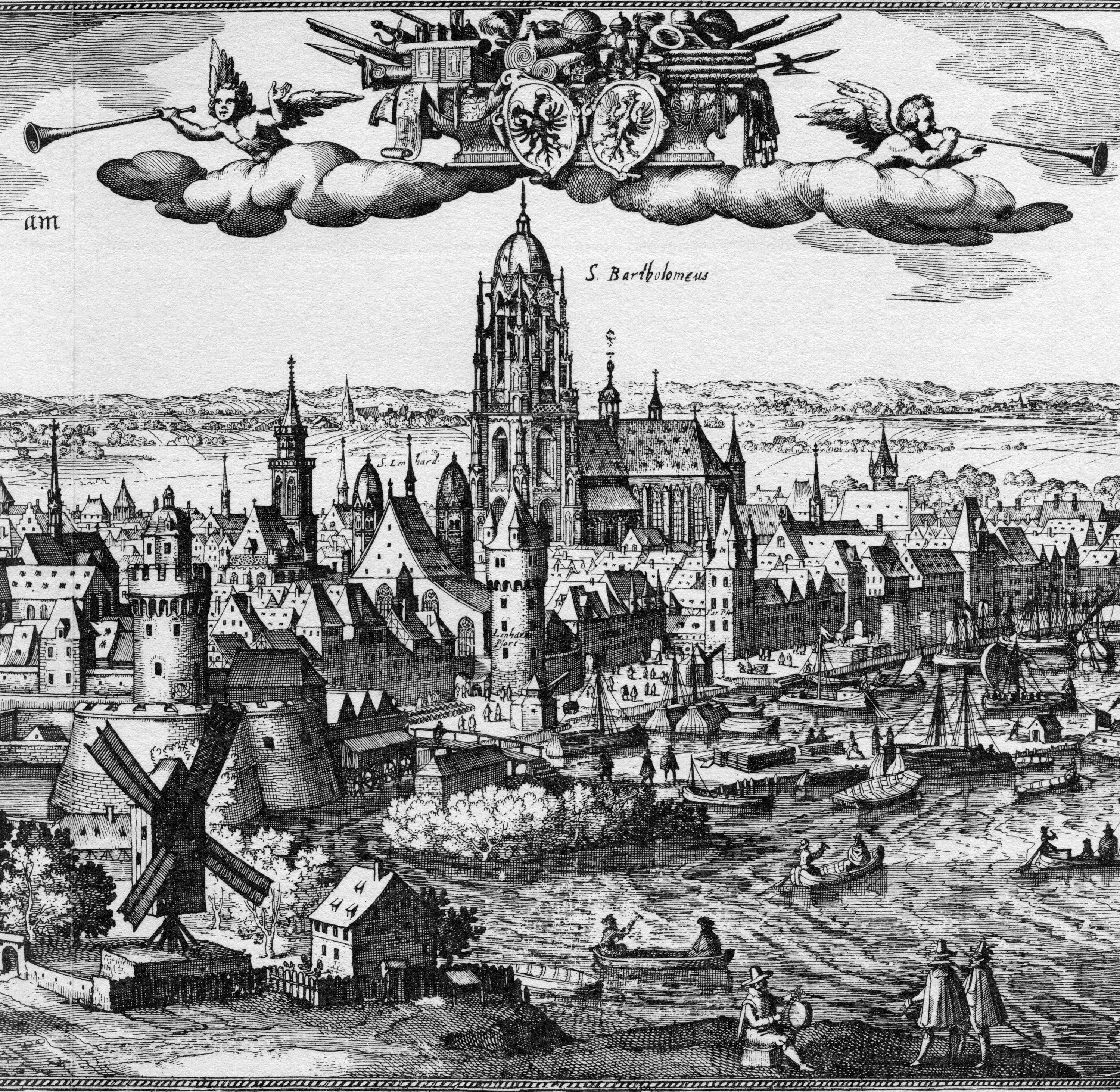
Francfort (vers 1612).
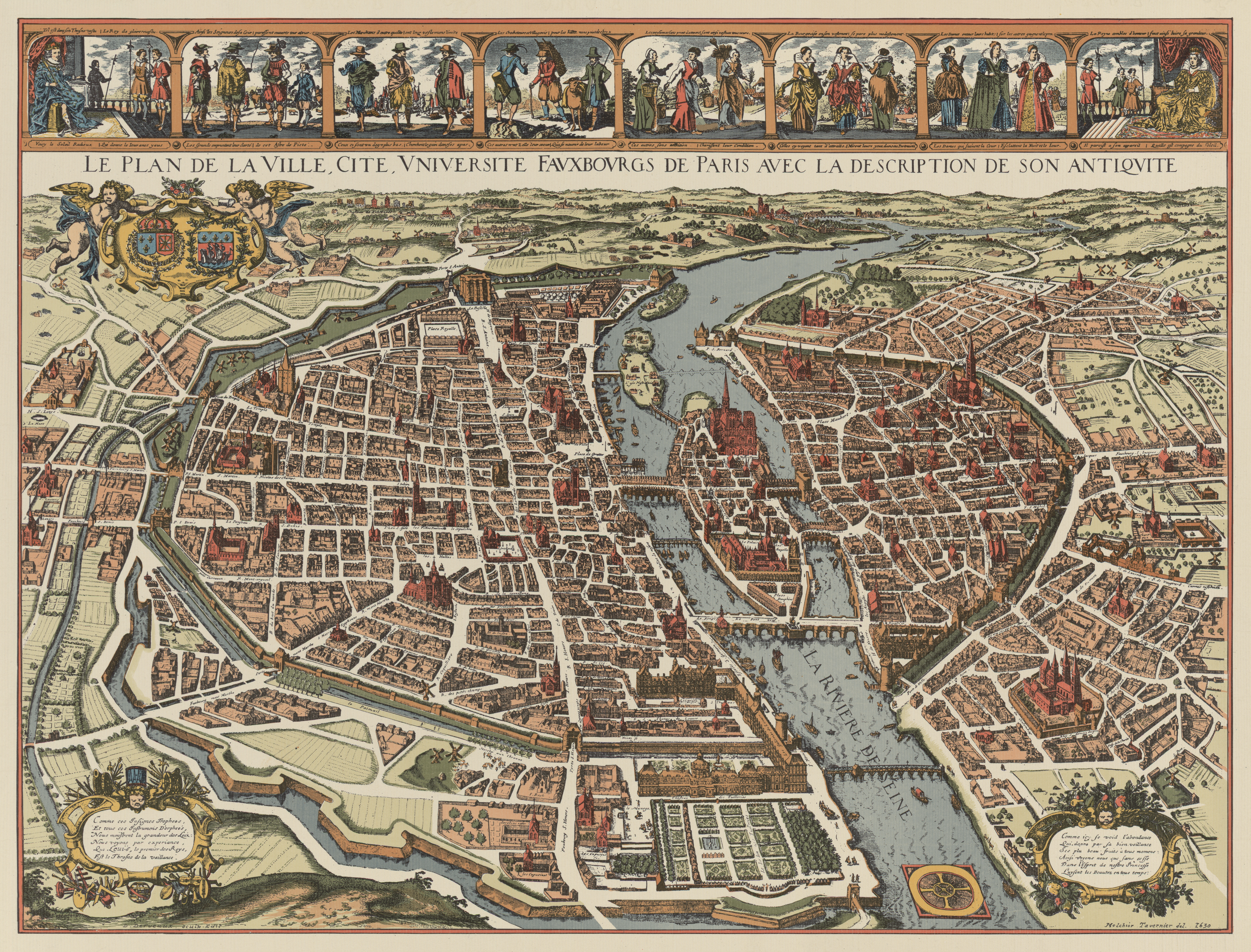
Paris (vers 1615).
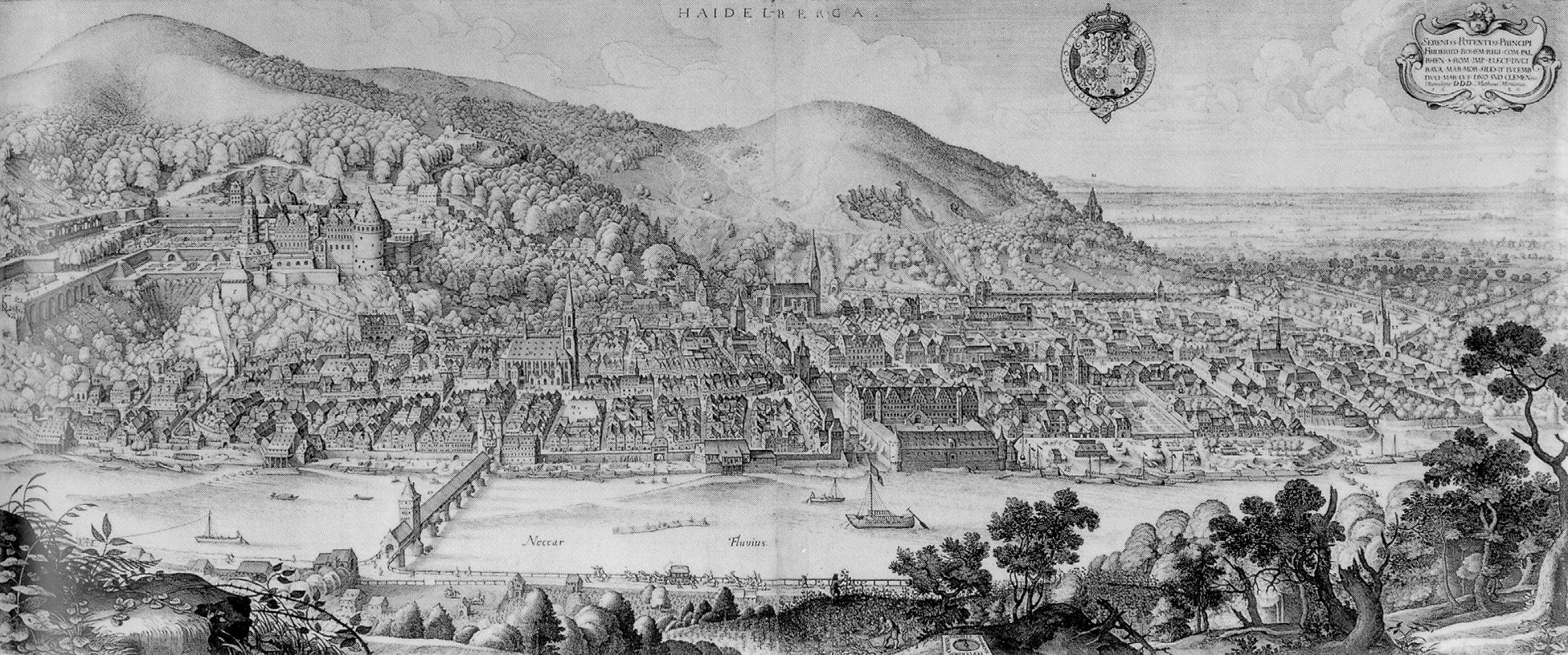
Heidelberg, gravure de 1620.
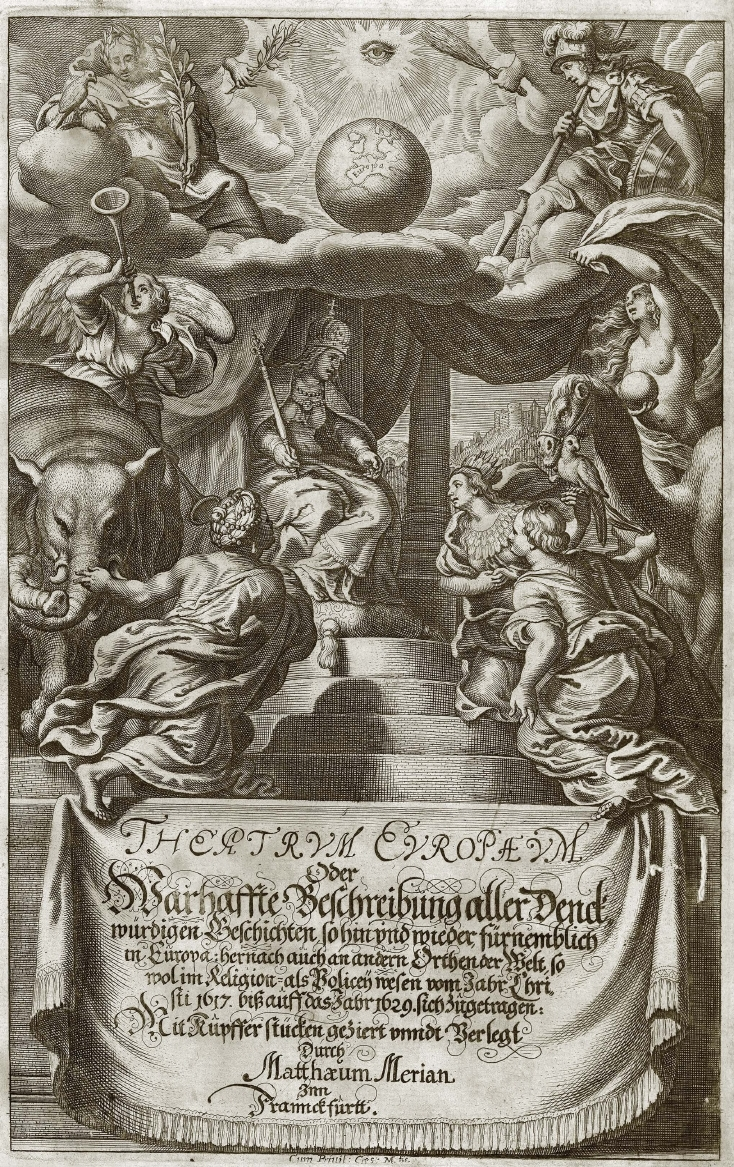
Page de titre de Theatrum Europaeum.
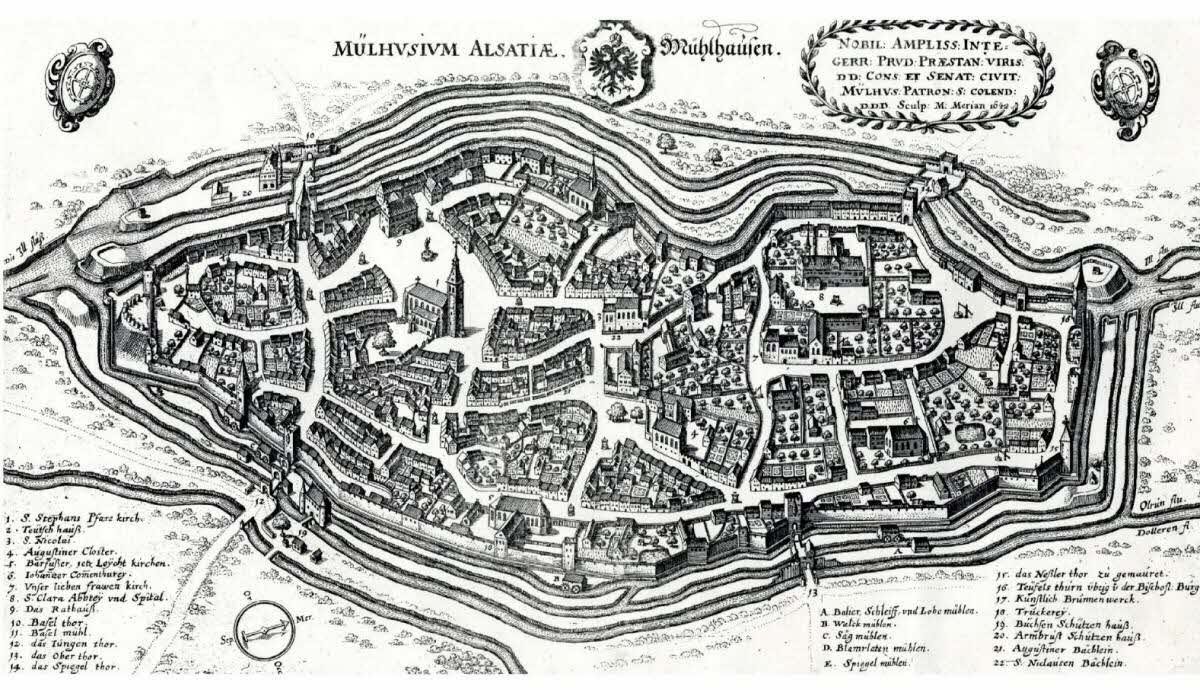
Plan de la ville de Mulhouse (en 1642).
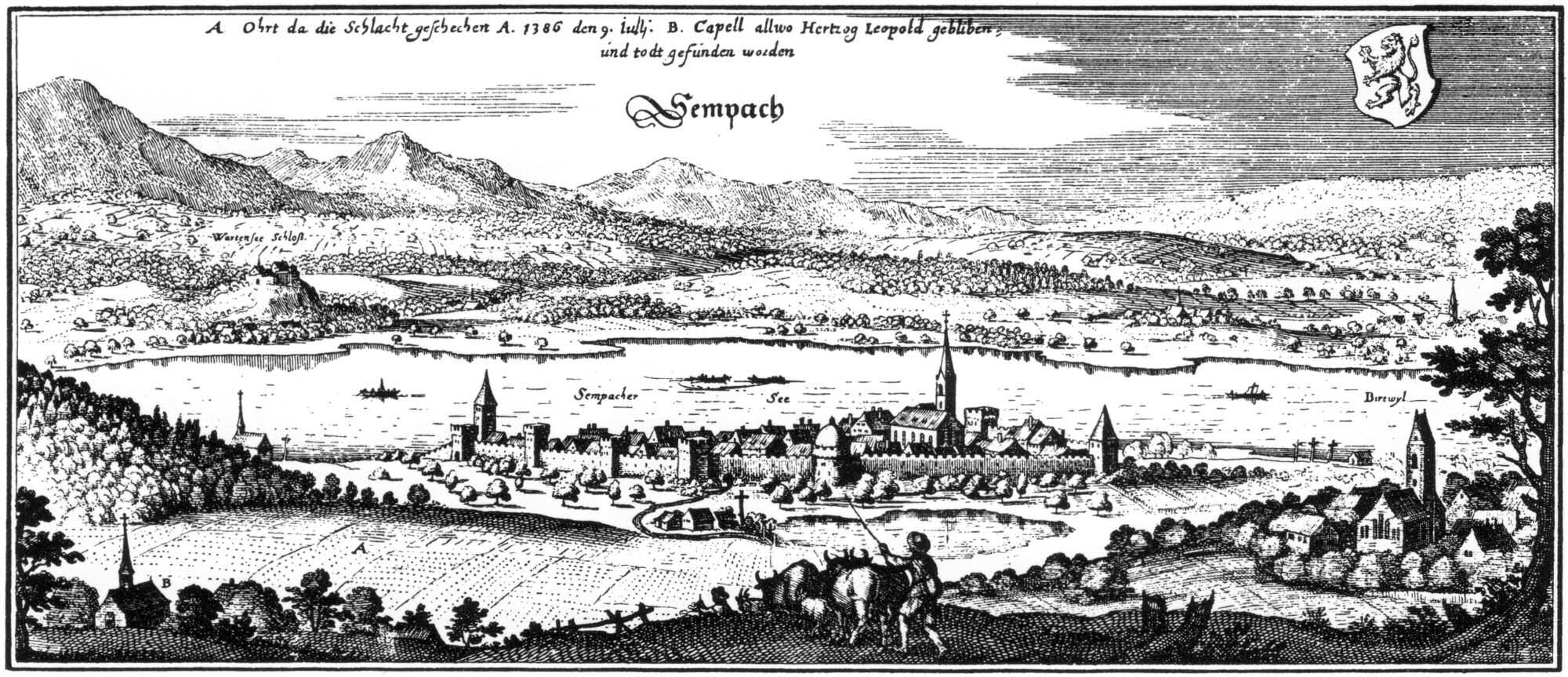
Sempach (1640).
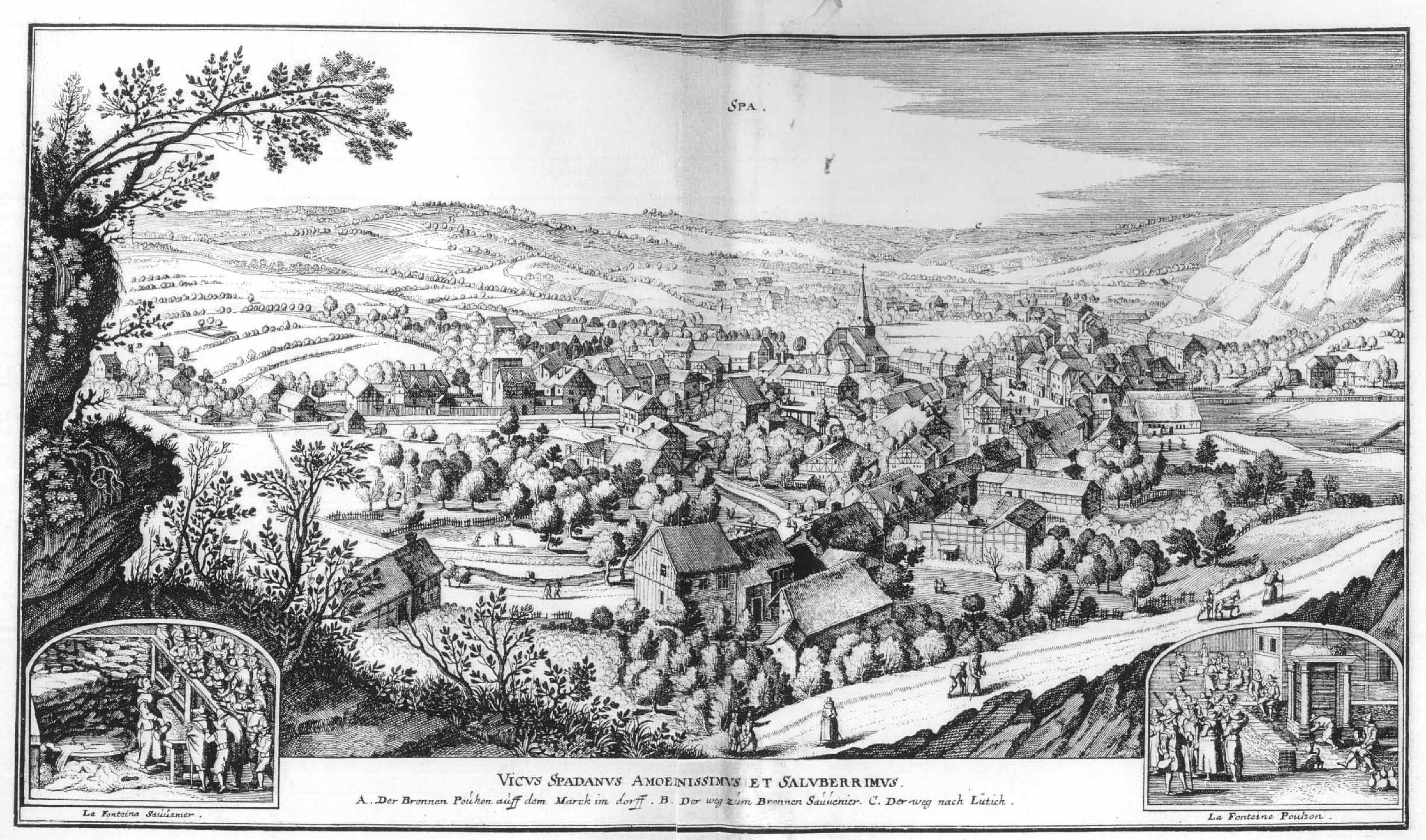
Spa (1647).
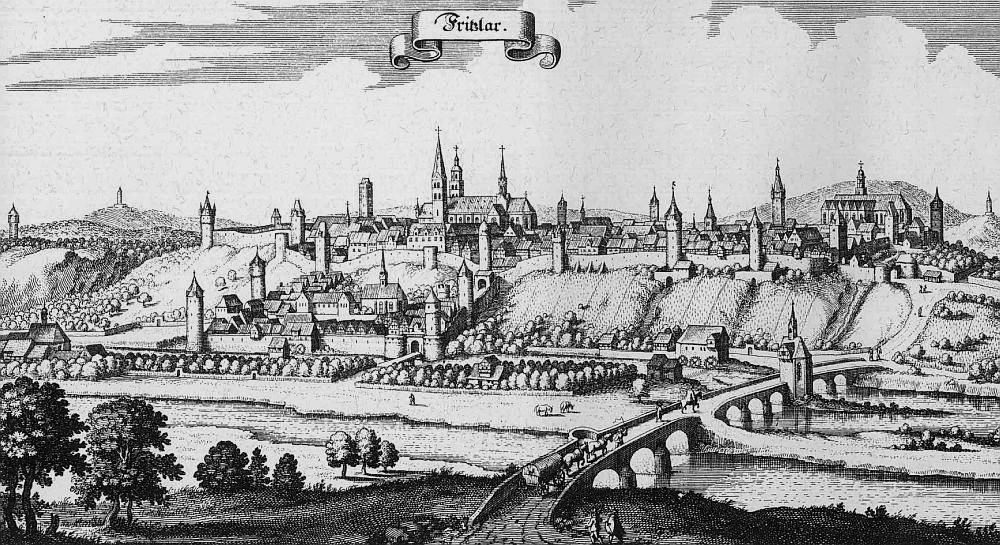
Fritzlar d’après la Topographia Hassiæ (1655).
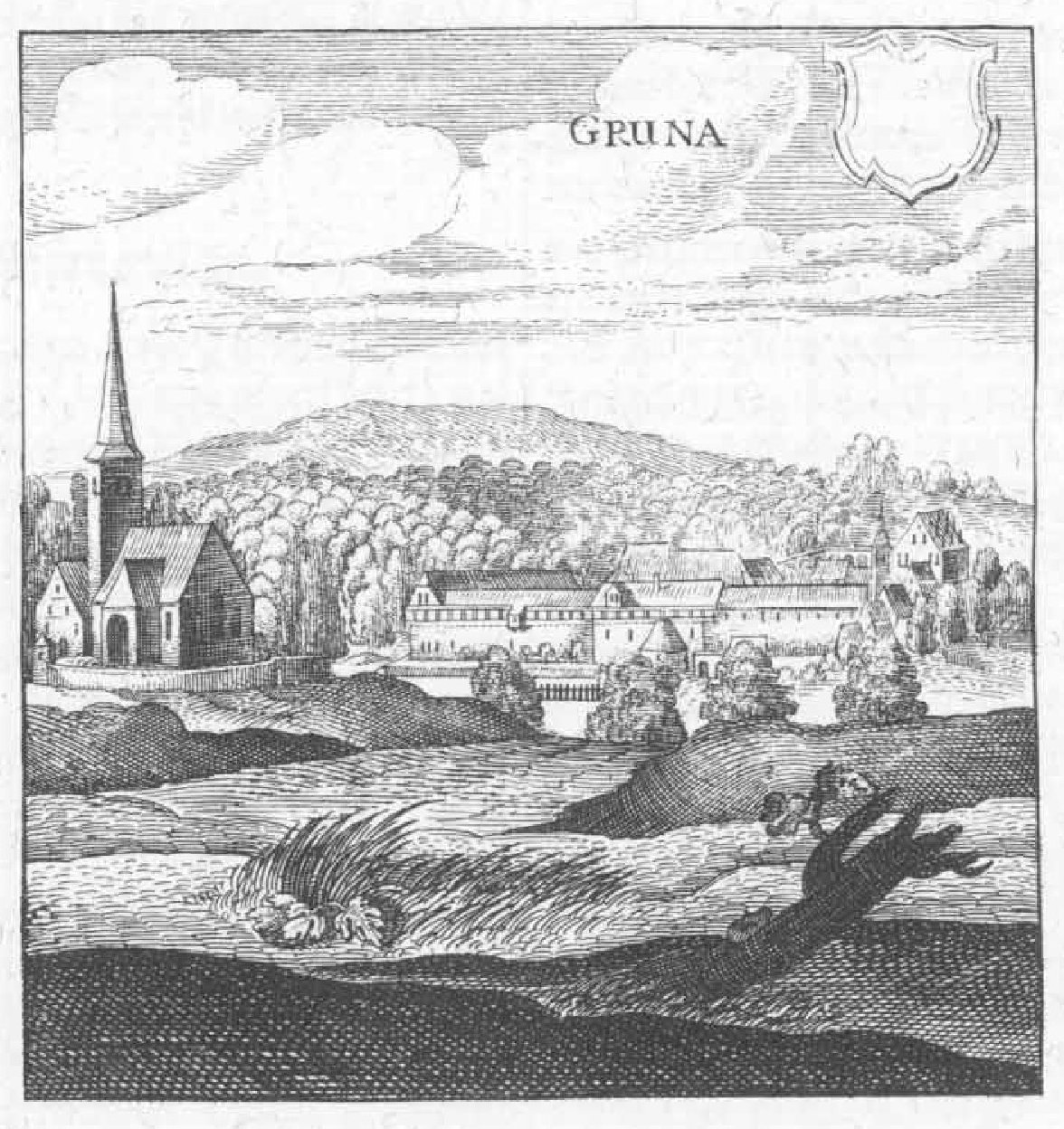
Abbaye de Gronau (1655).
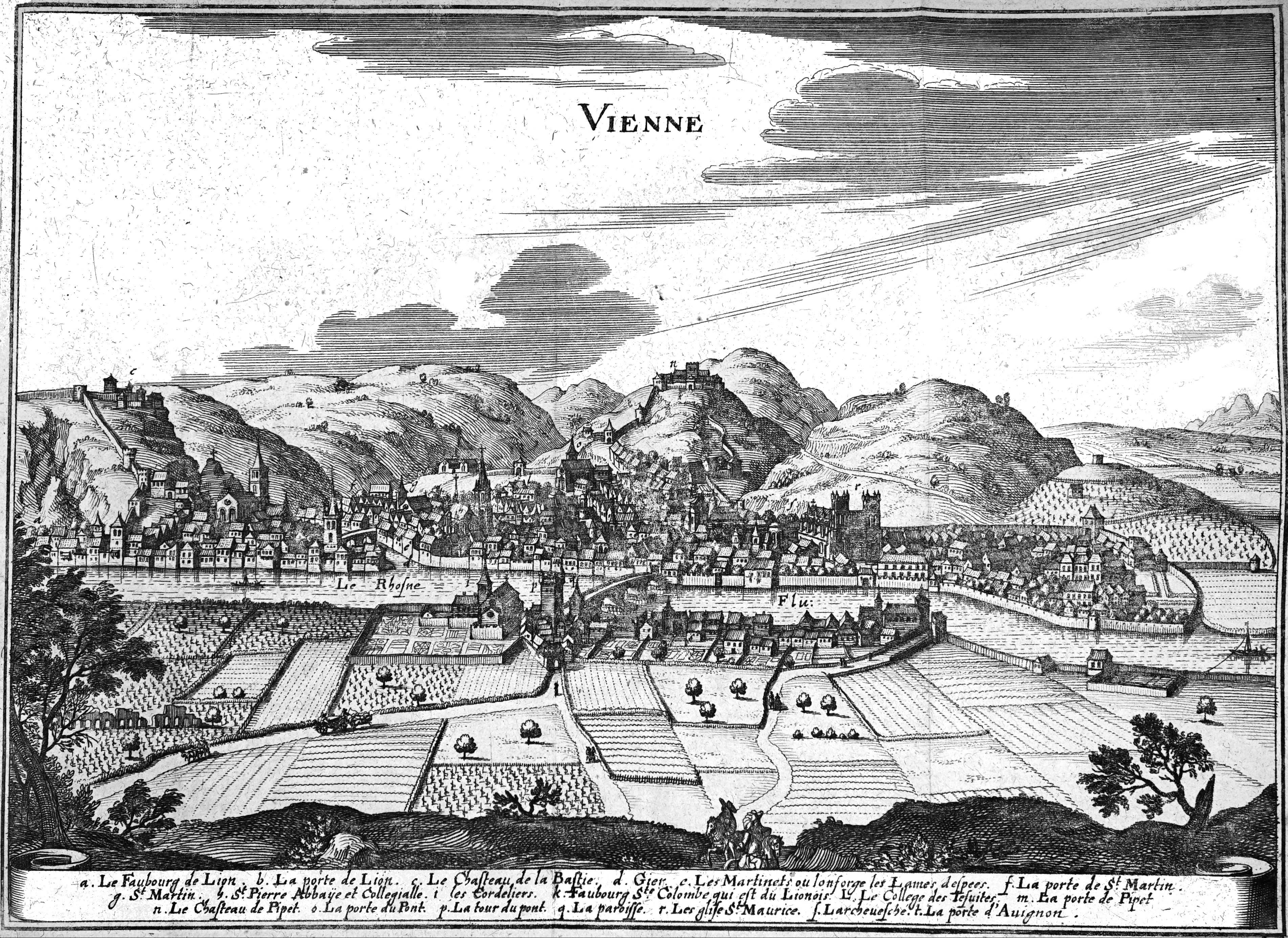
Vienne (1680).
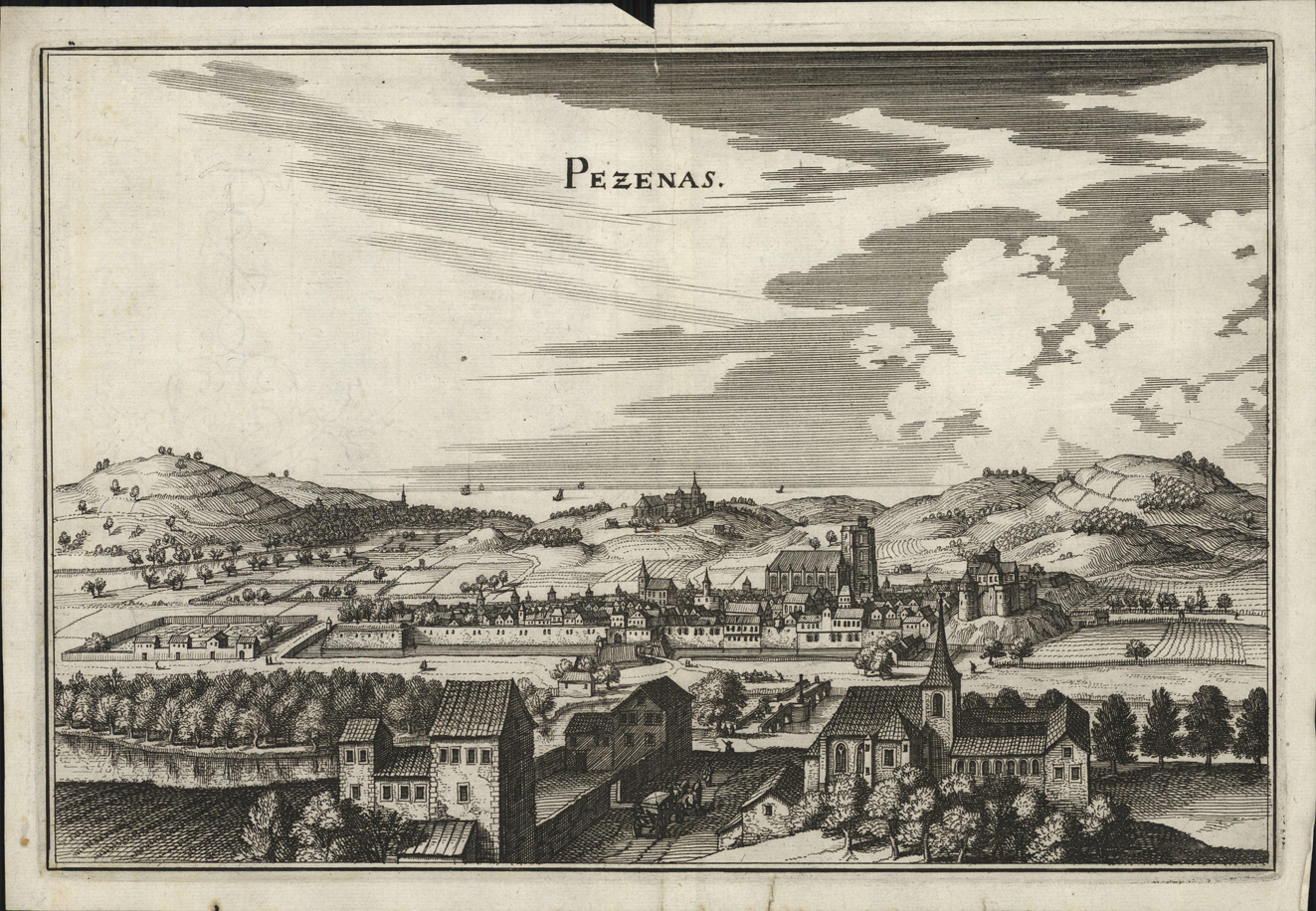
Pézenas (vers 1650).
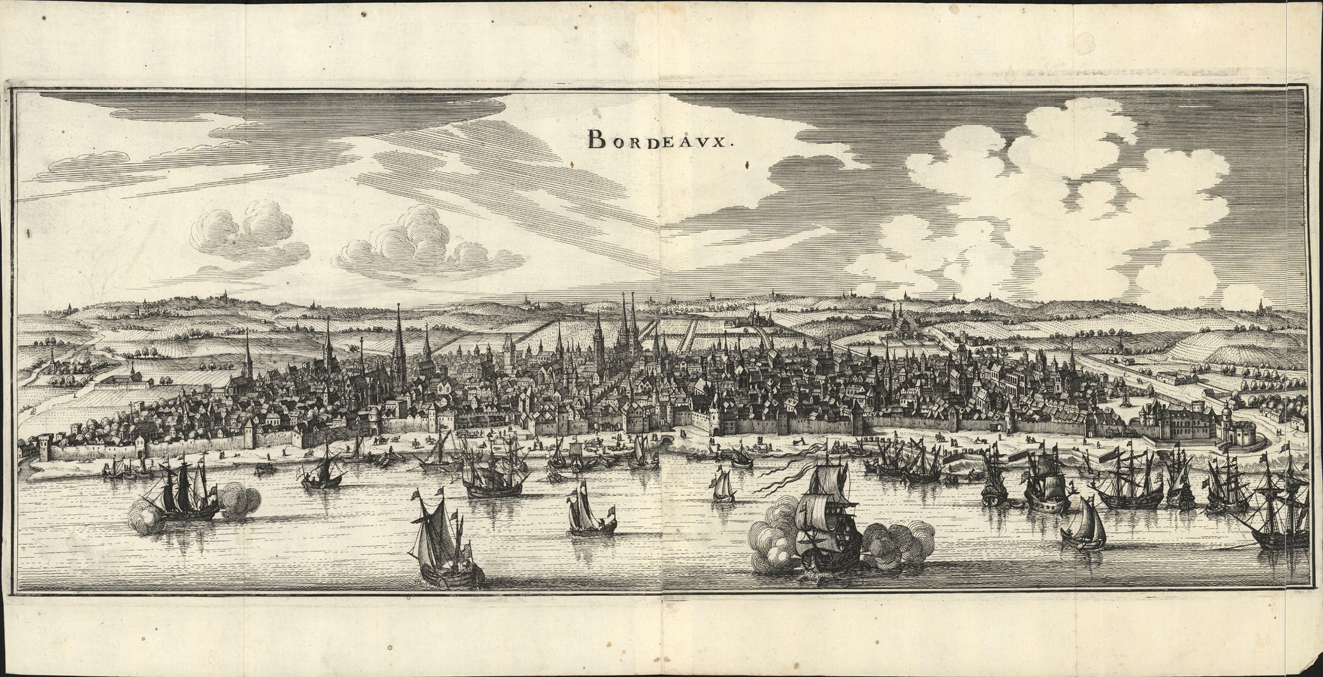
Bordeaux (1650-1699).